# Torneio Interligas de Basquetebol
O Torneio Interligas Brasil/Argentina é uma competição amistosa de basquetebol criada em 2010 que reúne equipes das ligas profissionais de basquete do Brasil (Liga Nacional de Basquete) e da Argentina (Asociación de Clubes de Básquetbol).
Em seu primeiro período, de 2010 a 2012, o torneio reuniu os quatro primeiros colocados na fase de classificação das duas competições nacionais, o Novo Basquete Brasil (NBB) e a Liga Nacional de Básquetbol (LNB), da Argentina. Os times se dividiam em dois quadrangulares, um jogado no Brasil e outro na Argentina. O primeiro e o segundo colocados do NBB recebiam o terceiro e quarto colocados da Liga Argentina, e os dois primeiros argentinos enfrentavam os outros dois clubes brasileiros. Os vencedores de cada quadrangular se enfrentavam na partida final, decidida num único jogo.
Entre 2013 e 2018 a competição não foi disputada. 
A partir da temporada 2019-2020 o torneio está de volta, com mudança no critério de participação. Continuam sendo quatro times de cada liga, porém se classificam as equipes mais bem posicionadas na temporada anterior que não estejam participando de competições FIBA (Champions League Américas ou Liga Sul-Americana).

## História
No dia 12 de março de 2010 os presidentes da Asociación de Clubes de Basquetbol da Argentina e da Liga Nacional de Basquete do Brasil se reuniram em São Paulo para formalizar a criação do Torneio Interligas.

## MVPsda final por edição
- 2010 –  Léo Gutiérrez ( Peñarol de Mar del Plata)
- 2011 –  William McFarlan ( Obras Sanitarias)
- 2012 –  Léo Gutiérrez ( Peñarol de Mar del Plata)
- 2019 –  Nick Wiggins ( Bauru)
- 2023 –  Juan Pablo Arengo ( Olímpico)

## Performances

### Por clube
| Equipe                   | Campeão         | Vice campeão    |
| ------------------------ | --------------- | --------------- |
| Peñarol de Mar del Plata | 2 (2010 e 2012) | 0               |
| Obras Sanitarias         | 1 (2011)        | 0               |
| Bauru                    | 1 (2019)        | 0               |
| Olímpico                 | 1 (2023)        | 0               |
| Pinheiros                | 0               | 2 (2011 e 2012) |
| Lobos Brasília           | 0               | 1 (2010)        |
| Comunicaciones Mercedes  | 0               | 1 (2019)        |
| Caxias do Sul            | 0               | 1 (2023)        |

### Por país
| País      | Campeão | Vice campeão |
| --------- | ------- | ------------ |
| Argentina | 4       | 1            |
| Brasil    | 1       | 4            |